# Južnofrancoska gotika
Južnofrancoska gotika (francosko gothique méridional) je specifičen slog gotske arhitekture, razvit na jugu Francije. Nastala je v začetku 13. stoletja po zmagi katoliške cerkve nad katari, saj si je cerkev prizadevala za ponovno vzpostavitev svoje oblasti v regiji. Zato cerkvene zgradbe po navadi predstavljajo značilnosti vojaške arhitekture. Južnofrancoska gotika je enostavnejša in manj okrašena od severnofrancoske gotike in se razlikuje tudi po tem, da je gradbeni material običajno opeka in ne kamen. Sčasoma se je slog uveljavil pri posvetnih zgradbah, pa tudi cerkvah in se razširil zunaj območja, kjer so bili razširjeni katari.

## Izvor
V času širitve katarov se je razkošje rimskokatoliške cerkve soočalo z nenehnimi kritikami katarske cerkve. Po političnem izkoreninjenju katarske aristokracije med albižansko križarsko vojno (1209-1229) je duhovščina južne Francije razumela, da je po zmagi v vojni potrebno, da si povrnejo zaupanje prebivalstva. Ideologija srednjeveške inkvizicije se je odražala v sprejetju bolj strogega in neokusnega arhitekturnega sloga. 

## Geografsko območje
Južnofrancosko gotiko, kot že ime pove, najdemo v južnem delu Francije, predvsem v regijah, kjer se je razvil katarizem in, ki so bili podvrženi verski in vojaški represiji s severa. Ponovna prenova s strani katoliške hierarhije je povzročila gradnjo ali rekonstrukcijo številnih verskih, pa tudi posvetnih objektov. Zadevne regije so torej sedanji departmaji Haute-Garonne (Toulouse), Tarn (Albi), Tarn-et-Garonne (Montauban), Ariège, Gers, Aude, Pyrénées-Orientales, Hérault, s primeri tudi v sosednjih departmajih.

## Značilnosti
Za južnofrancosko gotiko je značilna strogost konstrukcij, kot je uporaba trdnih podpor in razpornih lokov med oporniki, odprtine so majhne in ozke. Na jugu Francije je romanska arhitektura obstajala dlje kot na severu, prehod v gotiko pa je bil počasen. Mnoge stavbe v južnem gotskem slogu so tako zgrajene z eno samo ladjo, poligonalnim korom brez kornega obhoda z nizko vstavljenimi kapelami med oporniki in okni nad njimi..

### Opečne konstrukcije
Za območje, kjer je pomanjkanje kamna, je bil značilen gradbeni material opeka, katere uporaba v južnofrancoski gotiki v regijah Toulouse, Montauban in Albi je postala ena od njenih prepoznavnih značilnosti. Gradbeniki so uporabili tehnike, prilagojene temu materialu, kot so poševno prirezani loki, značilni za ta slog. Opeka se ponaša z geometrijskimi dekorativnimi kompozicijami in posledično je malo kipov vgrajenih v arhitekturo. Odvisno od vrste uporabljene gline se opeka lahko oblikuje ali obdela z abrazijo. Nekatere stavbe za ustvarjanje barvnih kontrastov zmerno uporabljajo kamen.
Sosednja območja so bila pod tem vplivom, vendar je kamnita gradnja pogosto prevladovala v istem arhitekturnem besedišču.

### Enoladijske cerkve
Po katarski epizodi je bil eden od ciljev katoliške cerkve ozdravitev vernikov s pridiganjem (od tod ustanovitev sv. Dominika red bratovskih pridigarjev). V ta namen je bila prednost ena ladja, ki je promovirala akustiko in vse ljudi postavljala pod pogled pridigarja. Ladja je obdana s stranskimi kapelami, vloženimi med opornike in jih prekrivajo velika okna, ki jih osvetljujejo. Prvi primer južnofrancoske gotske arhitekture je ladja stolnice v Toulousu, zgrajena med letoma 1210 in 1220, iz katere bodo nato sledile arhitekturne raziskave v mestnih samostanih.
Vendar prisotnost ene ladje ni nujno povezana s to željo, ampak je lahko povezana z drugimi vidiki, kot je ena predhodna ladja. Nasprotno je velika ladja Jakobinske cerkve v Toulousu razdeljena z vrsto stebrov, vendar je kljub temu enotna celota. Tam je cepljenje ene apside poligonalnega tlorisa na cerkev z dvema ladjama rodilo zvezdast obok, katerega kompleksna organizacija je več kot stoletje predvidevala flamboyant (razposajeno) gotiko. Tradicija to mojstrovino označuje kot 'palmo', ker se rebra razvijejo iz gredi stebra, kot pri palmi.
- Ladja Toulouške stolnice.
- Stolnica v Albiju
- Cerkev sv. Pavla, Frontignan
- Cerkev sv. Fulcrana, Lodève
- Cerkev sv. Gervazija in Protazija, Lectoure
- Jakobinska cerkev, Toulouse
- palma v Jakobinski cerkvi, 28 m visoak (Toulouse, 1292)

### Zvoniki
Zvoniki so lahko vseh vrst, vendar izstopata dve obliki: zvonik tipa "Toulouse" in stenski zvonik.
V okolici Toulousa se je tipični zvonik pojavil v obdobju romanike, osmerokotni tloris in nadstropja pa se postopoma zmanjšujejo. Na prehodu v gotiko se je spremenila le oblika obokov. Zvonike po navadi nadgradi konica, vendar jih nekaj manjka, bodisi zato, ker so bile uničene, bodisi zato, ker je bila gradnja prekinjena. Prvi in tipičen primer je zvonik bazilike sv. Santurina v Toulousu, okrepljen v gotskem obdobju s poševno prirezani loki, ki so uspevali okrog 1270-ih v romanskih obokanih oknih, obstajajo pa tudi loki tipa oslovski hrbet.
- Bazilika svetega Saturnina, Toulouse
- Jakobinska cerkev, Toulouse
- Cerkev kordelierov, Toulouse
- Cerkev sv. Mavricija, Mirepoix
- Cerkev sv. Féliksa, Saint-Félix-Lauragais, iz kamna
- Stolnica v Rieuxu
- Stolnica v Pamiersu
- Cerkev sv. Petra, Blagnac
- Stolnica v Lombezu

### Stenski zvoniki
Druga oblika zvonika, ki je pogostejša pri manjših stavbah, je stenski zvonik, ki ga pogosto zaznamujejo tudi poševno prirezani loki in so pogosto podobni utrdbam, ki vsebujejo elemente, kot so prsobrani in strelnice. Prvi primer je bila cerkev v Toulousu: Notre-Dame du Taur
- Cerkev Notre-Dame du Taur, Toulouse
- Cerkev sv. Pavla, Auterive
- Cerkev Marije vnevzete, Villefranche-de-Lauragais
- Cerkev sv. Andreja, Montgiscard
- Cerkev sv. Eutrope, Miremont
- Cerkev sv. Marije Magdalene, Pibrac

### Fortifikacije
V južnih gotskih cerkvah so pogosti obrambni elementi, kot so prsobrani, mašikule, sprehajalne poti in stražni stolpi. Ti elementi imajo večino časa, razen v primerih, ko je cerkev vključena v obrambni sistem, le dekorativno in še posebej simbolično vlogo, ki težijo k uveljavljanju moči Cerkve. Pri cerkvi Notre-Dame de Simorre je arhitekt in konservator iz 19. stoletja Eugène Viollet-le-Duc dodal prsobrane in stražne stolpe na vrh opornikov.
- Mašikule, bivša avguštinska cerkev, Toulouse
- Mašikule, cerkev sv. Alana, Lavaur
- Prsobrani in opazovalni stolp, cerkev Notre-Dame, Simorre
- Cerkev sv. Nikolaja, Toulouse

## Posvetne stavbe
Izraz južnofrancoska gotika se uporablja v glavnem za zgradbe čaščenja, cerkve in stolnice. Enaka arhitekturna načela treznosti gradnje, odsotnost ali omejenost vklesanih dekoracij, masiven videz in obrambne elemente pa lahko najdemo v stavbah, ki se uporabljajo za druge namene. Primeri v Toulousu sta dvorec in kolidž Saint-Raymond; v Albiju, palača Berbie, itd

### Specializirane knjige
- Jean-Louis Biget et Henri Pradalier, « L’art cistercien dans le Midi Toulousain », Cahiers de Fanjeaux, n° 21, Toulouse, 1986, p. 313-370.
- La cathédrale Sainte-Cécile, 1998, ISBN 290947805X
- Henri Pradalier, « L’art médiéval dans le Midi Toulousain », Congrès archéologique de France. Monuments en Toulousain et Comminges (1996), 154e session, Société française d'archéologie, Paris, 2002, p. 11-17.
- Henri Pradalier, « Les rapports entre l’architecture civile et religieuse de Languedoc et d’Avignon sous les pontificats de Jean XXII et Benoît XII », Cahiers de Fanjeaux, 1991,  p. 385-403.
- Maurice Prin, « Les Jacobins », Congrès archéologique de France. Monuments en Toulousain et Comminges (1996), 154e session, Société française d'archéologie, Paris, 2002, pp. 177-187.
- Maurice Prin et Jean Dieuzaide, Les Jacobins de Toulouse. Regard et description, éd. Les Amis des Archives de la Haute-Garonne, Toulouse, 2007.